# Dunlop World Challenge 2009
Dunlop World Challenge 2009 — 2-й розыгрыш ежегодного профессионального международного теннисного турнир, проводимый ITF в рамках своего женского тура и ATP в рамках своего тура Challenger в японском городе Тоёта, префектура Айти. Соревнования прошли с 23 по 29 ноября на крытых ковровых кортах комплекса Sky Hall Toyota.
Чемпионы прошлого года:
- мужской одиночный разряд:  Го Соэда
- женский одиночный разряд:  Аюми Морита
- мужской парный разряд:  Фредерик Нильсен /  Айсам-уль-Хак Куреши
- женский парный разряд:  Эмма Лайне /  Мелани Саут

## Соревнования

### Одиночные турниры

#### Мужчины
Владимир Игнатик обыграл  Тацуму Ито со счётом 7-6(7), 7-6(3).

#### Женщины
Кимико Датэ-Крумм обыграла  Бояну Йовановски со счётом 7-5, 6-2.
- Кимико Датэ-Крумм выигрывает 2й титул в сезоне и 10й за карьеру в туре федерации.
- Бояна Йовановски уступает 2й в сезоне и 3й за карьеру финал на турнирах федерации.

### Парные турниры

#### Мужчины
Андис Юшка /  Александр Кудрявцев обыграли  Алексея Кедрюка /  Дзюнна Мацухаси со счётом 6-4, 7-6(6).

#### Женщины
Марина Эракович /  Тамарин Танасугарн обыграли  Акари Иноуэ /  Акико Ёнэмуру со счётом 6-1, 6-4.